# 聖安娜 (薩爾瓦多)

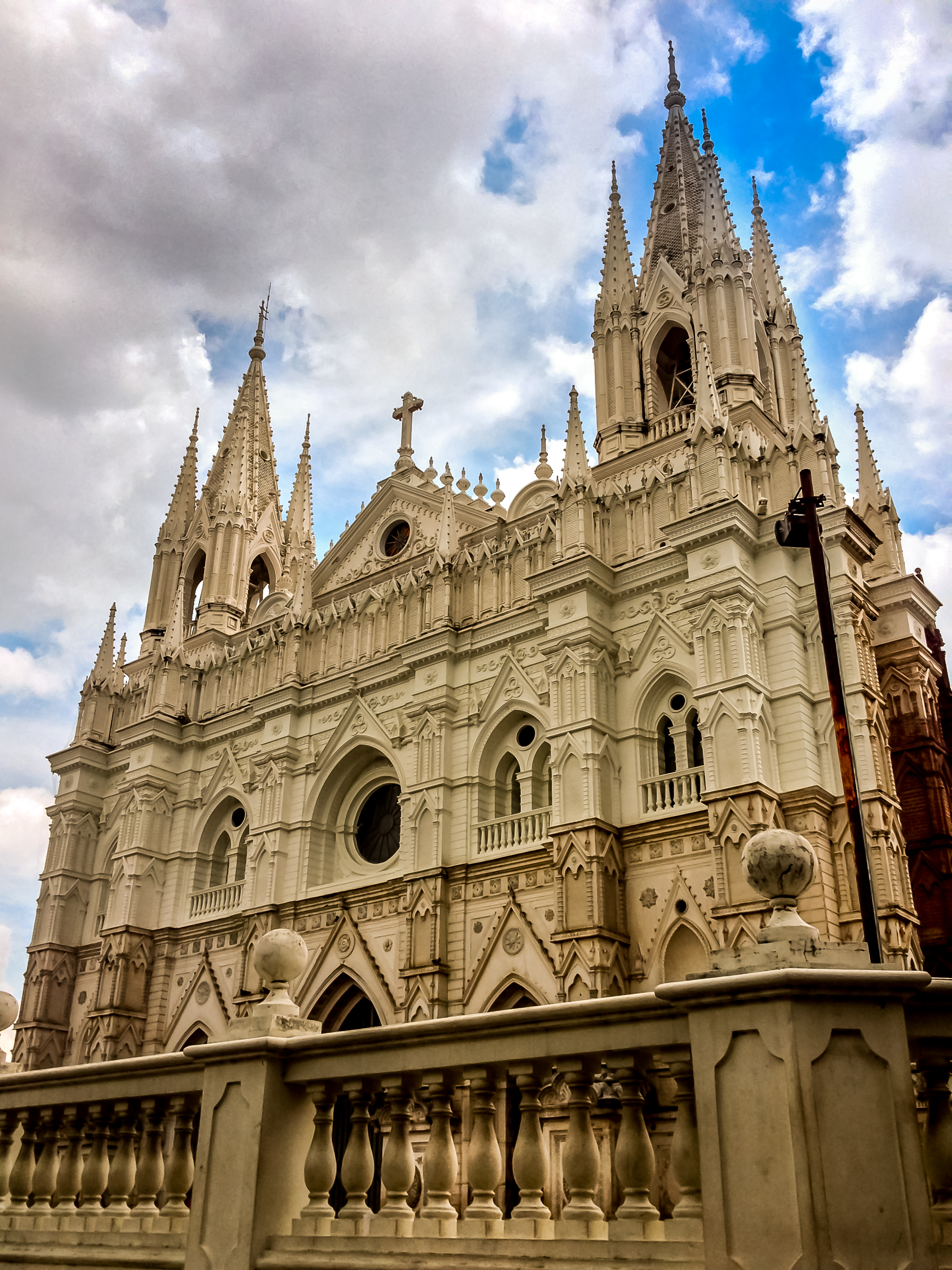
聖婦亞納主教座堂

聖安娜（西班牙語：Santa Ana），旧译圣达阿那，是薩爾瓦多的第二大城，位於該國西北部，由聖安娜省負責管轄，面積400.05平方公里，海拔高度644米，2007年人口245,421，人口密度每平方公里613.48人。